# Alossiprina
L'alossipirina è un farmaco antinfiammatorio non steroideo (FANS) appartenente alla classe dei salicilati. Presenta la stessa tossicità dell'acido acetilsalicilico. Si tratta di un composto chimico di idrossido di alluminio e aspirina con proprietà analoghe a quest'ultima ma con meno effetti collaterali per lo stomaco. È commercializzato con il nome di Palaprim Forte.
Il suo impiego è nel trattamento del dolore e dell'infiammazione associati a disturbi muscolari scheletrici e articolari.

## Farmacocinetica
L'alossiprina è idrolizzata nel tratto gastrointestinale a salicilato, più lentamente nell'ambiente acido dello stomaco e più velocemente ai valori di pH più elevati dell'intestino. Questo stabilità, maggiore rispetto alla aspirina, fa sì che si possa ritenerlo meno rischioso per possibili irritazioni ed emorragie gastriche.

## Indicazioni terapeutiche, controindicazioni e effetti collaterali
L'alossiprina è indicata per il trattamento di disturbi reumatici. È invece controindicata per i pazienti che presentano una storia di ipersensibilità all'acido salicilico.
L'assunzione del farmaco è generalmente ben tollerata dal paziente. Tra gli effetti collaterali occasionali si possono trovare acufene e costipazione, quest'ultima facilmente risolvibile con l'assunzione di lassativi. Devono, inoltre, essere tenute in considerazione le avvertenze valide per l'acido acetilsalicilico..